# Relacions entre Moçambic i els Estats Units
Les relacions entre Moçambic i els Estats Units es refereix a la les relacions actuals i històriques entre Estats Units i Moçambic.

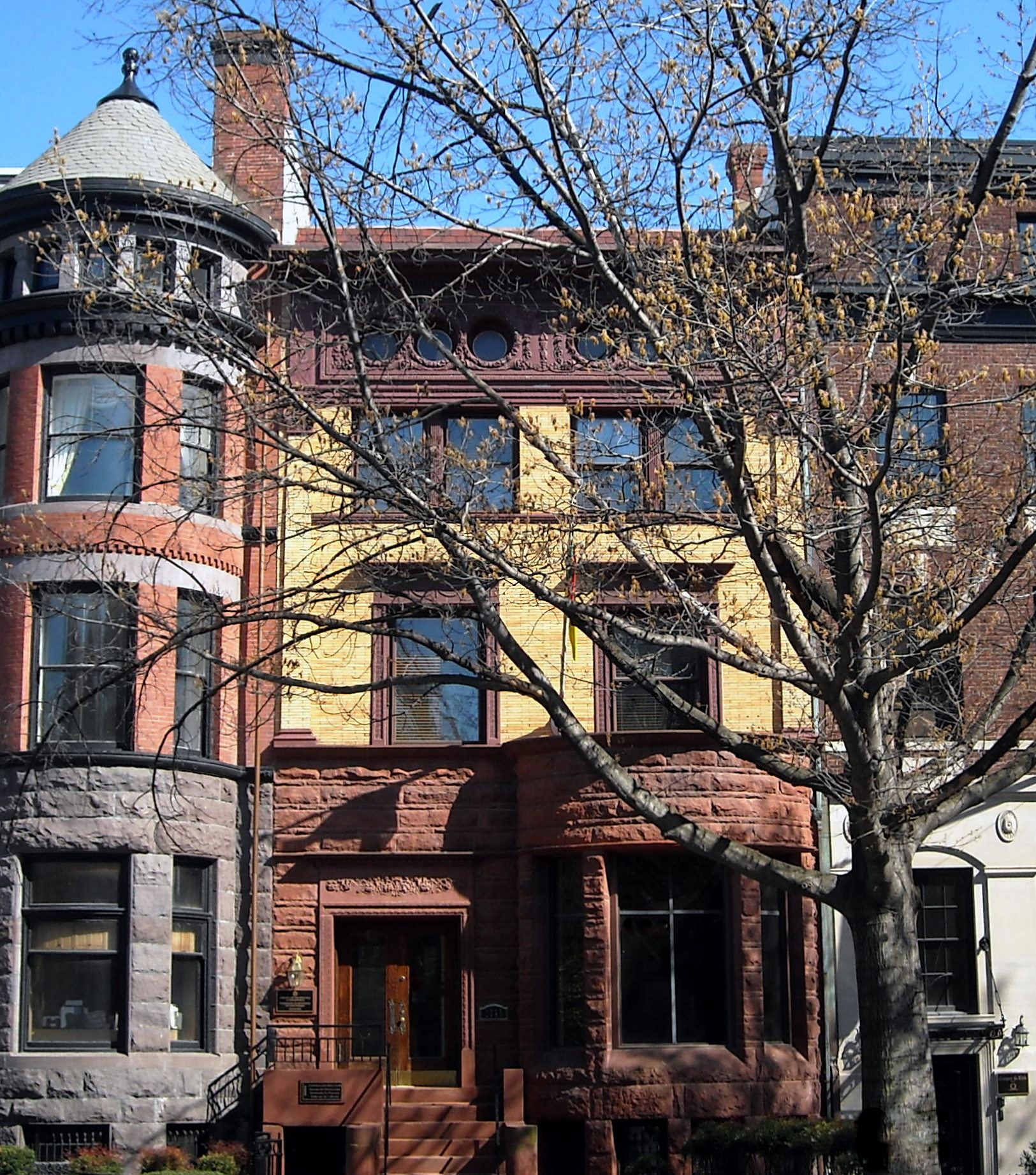
Ambaixada de Moçambic a Washington, D.C.

## Història
Les relacions entre els Estats Units i Moçambic són bones i millorant constantment. A més de Madagascar, Moçambic va ser l'únic país de l'Àfrica Oriental involucrat en la importació d'esclaus africans a les Amèriques. El 1993 l'ajuda a Moçambic pels Estats Units era prominent, degut en part a l'emergència significativa assistència alimentària arran de la sequera de 1991-1993 del sud d'Àfrica, però més important és el suport ael procés de pau i reconciliació. Durant el procés previ a les eleccions a l'octubre de 1994, els Estats Units van exercir com a financer important i membre de les comissions més importants establerts per supervisar l'aplicació dels acords de pau de Roma. Els Estats Units són el major donant bilateral del país i té un paper principal en els esforços dels donants per ajudar a Moçambic.
L'ambaixada dels Estats Units fou oberta a Maputo el 8 de novembre de 1975, i el primer ambaixador dels Estats Units va arribar al març de 1976. En aquest mateix any, Estats Units va estendre una subvenció de 10 milions de dòlars pel Govern de Moçambic per ajudar a compensar el cost econòmic de les aplicacions de les sancions contra Rhodèsia. El 1977, però, motivat en gran part per la preocupació per les violacions dels drets humans, el Congrés dels Estats Units prohibí el subministrament d'ajuda al desenvolupament a Moçambic sense una certificació presidencial que tal ajuda estaria en els interessos de la política exterior dels Estats Units. Les relacions assoliren el seu punt més baix al març de 1981, quan el Govern de Moçambic va expulsar quatre membres del personal de l'ambaixada dels Estats Units. En resposta, els Estats Units van suspendre el plans per proporcionar ajuda al desenvolupament i nomenar un nou ambaixador a Moçambic. Les relacions entre els dos països llanguiren en un clima d'estancament i sospita mútua.
Els contactes entre els dos països van continuar en la dècada de 1980 com a part dels esforços de resolució de conflictes de l'administració dels EUA a la regió. A finals de 1983, va arribar a Maputp un nou ambaixador el primer enviat de Moçambic als Estats Units va arribar a Washington, el que indica un desglaç en la relació bilateral. Els Estats Units va respondre posteriorment a la reforma econòmica de Moçambic i els allunyaren dels braços de Moscou mitjançant l'inici d'un programa d'ajuda el 1984. El president de Moçambic Samora Machel va realitzar una visita oficial de treball d'importància simbòlica als Estats Units el 1985, on va conèixer als president dels Estats Units Ronald Reagan. Després d'aquesta reunió, es va establir una missió sencera de la USAID i va començar una assistència significativa als esforços de reforma econòmica. El president Joaquim Chissano es va reunir amb el president George W. Bush al setembre de 2003; anteriorment s'havia reunit amb els presidents Reagan (octubre de 1987), Bush (març de 1990), i Bill Clinton (novembre de 1998), i també amb els secretaris d'Estat Colin Powell (febrer de 2002) i James Baker (juliol de 1992). Des que va assumir el càrrec al febrer de 2005, el president Armando Guebuza ha visitat Estats Units en cinc ocasions. El juny de 2005, el president Guebuza va visitar Washington, DC, per participar en la mini cimera africana del president Bush juntament amb els líders de Ghana, Namíbia, Botswana i Níger. Més tard aquest mes va assistir a la cimera de negocis del Consell corporatiu sobre Àfrica a Baltimore. El president Guebuza va tornar al setembre de 2005 per l'Assemblea General de les Nacions Unides a Nova York i al desembre de 2005 va participar en el Quart Fòrum de Cooperació al Desenvolupament al Centre Carter a Atlanta. El 2006 va visitar Nova York per l'Assemblea General de l'ONU, i el 2007 va viatjar a Washington, DC per a la signatura d'un contracte amb la Millennium Challenge Corporation.